# Король, Павел Иосифович
Павел Иосифович Король, пол. Paweł Korol (4 июля 1890 года, Бяла-Подляска, Царство Польское, Российская империя — дата и место смерти не известны) — врач, польский общественный деятель, депутат Сейма II Созыва (1928—1930).

## Биография
Обучался в средней школе в городе Седльце, по окончании которой изучал медицину в Варшавском университете. Во время Первой мировой войны служил в Русской императорской армии. В 1923 году получил звание офицера резерва Войска Польского. После окончания войны работал городским врачом в Бресте, где участвовал в деятельности городского совета. Был руководителем Русского общества милосердия в Бресте, вице-председателем местного отделения Лиги Воздушной и Противогазовой обороны и Общества собственников недвижимости. Был казначеем профсоюза врачей, членом Русской аграрного общества и Русской крестьянской организации,
На выборах 1928 года получил единственный депутатский мандат от Русского списка Сейма II созыва от пинского округа № 60. В Сейме был представителем Русского национального объединения. После окончания депутатских полномочий продолжил заниматься врачебной деятельностью.
В 1939 году был арестован НКВД. Предполагается, что он был расстрелян в Белоруссии.

## Источник
- статья Paweł Korol, Majewski P., Mazur G. (red.), Posłowie i senatorowie Rzeczypospolitej Polskiej 1919—1939. Słownik biograficzny, Tom III: K-Ł, Wydawnictwo Sejmowe, Warszawa 2005, ISBN 8370597122, стр. 174—175
- статья Paweł Korol, Stanisław Łoza, Czy wiesz, kto to jest?, Część I, Warszawa 1938, стр. 362.